# 五點 (印第安納州摩根縣)
五點（英語：Five Points）是位於美國印地安納州摩根縣的一個非建制地區。該地的面積和人口皆未知。